# Copa Africana de Naciones 1959
La Copa Africana de Naciones de 1959 fue la II edición del máximo torneo a nivel selecciones de fútbol en toda África, celebrado en la República Árabe Unida. Al haber solo tres participantes, se acudió a una liga en el sistema todos contra todos para definir al campeón.

## Sede
| El Cairo                             | El Cairo |
| Prince Farouk Stadium                | El Cairo |
| Capacidad: 25,000                    | El Cairo |
| Archivo:Mokhtar El tetsh stadium.jpg | El Cairo |

## Equipos participantes
| Equipos participantes |
| --------------------- |
| Etiopía               |
| República Árabe Unida |
| Sudán                 |

## Resultados
| Equipo  | Pts | PJ | PG | PE | PP | GF | GC | Dif |
| ------- | --- | -- | -- | -- | -- | -- | -- | --- |
| RAU     | 4   | 2  | 2  | 0  | 0  | 6  | 1  | +5  |
| Sudán   | 2   | 2  | 1  | 0  | 1  | 2  | 2  | 0   |
| Etiopía | 0   | 2  | 0  | 0  | 2  | 0  | 5  | -5  |

| 22 de mayo de 1959 | RAU                                     | 4:0 (2:0) | Etiopía | Estadio Mokhtar El-Tetsh, El Cairo, Egipto                           |                                                                      |
|                    | El-Gohary 29' 42' 73' · El-Sherbini 64' |           |         | Asistencia: 50.000 espectadores Árbitro(s): Živko Bajić (Yugoslavia) | Asistencia: 50.000 espectadores Árbitro(s): Živko Bajić (Yugoslavia) |

| 25 de mayo de 1959 | Sudán      | 1:0 (1:0) | Etiopía | Estadio Mokhtar El-Tetsh, El Cairo, Egipto                          |                                                                     |
|                    | Drissa 40' |           |         | Asistencia: 40.000 espectadores Árbitro(s): Kóstas Tzítzis (Grecia) | Asistencia: 40.000 espectadores Árbitro(s): Kóstas Tzítzis (Grecia) |

| 29 de mayo de 1959 | RAU            | 2:1 (1:0) | Sudán      | Estadio Mokhtar El-Tetsh, El Cairo, Egipto                           |                                                                      |
|                    | Baheeg 12' 89' |           | Manzul 65' | Asistencia: 60.000 espectadores Árbitro(s): Živko Bajić (Yugoslavia) | Asistencia: 60.000 espectadores Árbitro(s): Živko Bajić (Yugoslavia) |

|                                           |
| Bandera de Siria                          |
| Campeón República Árabe Unida 1.er título |

## Clasificación general
| Equipo | Equipo  | Pts | PJ | PG | PE | PP | GF | GC | Dif | Rend |
| ------ | ------- | --- | -- | -- | -- | -- | -- | -- | --- | ---- |
| 1      | RAU     | 4   | 2  | 2  | 0  | 0  | 6  | 1  | 5   | 100% |
| 2      | Sudán   | 2   | 2  | 1  | 0  | 1  | 2  | 2  | 0   | 50%  |
| 3      | Etiopía | 0   | 2  | 0  | 0  | 2  | 0  | 5  | -5  | 0%   |

## Goleadores
| Jugadora           | Selección             | Goles |
| ------------------ | --------------------- | ----- |
| Mahmoud El-Gohary  | República Árabe Unida | 3     |
| Essam Baheeg       | República Árabe Unida | 2     |
| Abdelmutaleb Nasir | Sudán                 | 1     |
| Mimi El-Sherbini   | República Árabe Unida | 1     |
| Siddiq Manzul      | Sudán                 | 1     |